# إدوارد روجيه فازلين
إدوارد روجيه فازلين (بالفرنسية: Édouard Roger-Vasselin)‏ هو لاعب كرة مضرب فرنسي.

## وصلات خارجية
- إدوارد روجيه فازلين على موقع رابطة محترفي التنس (الإنجليزية)
- إدوارد روجيه فازلين على موقع الاتحاد الدولي لكرة المضرب (الإنجليزية)
- إدوارد روجيه فازلين على موقع كأس ديفيز (الإنجليزية)
- إدوارد روجيه فازلين على موقع خلاصة التنس.كوم (الإنجليزية)
- معلومات عن اللاعب